# Хърмистън (град, Орегон)
Хърмистън (на английски: Hermiston) е град в окръг Юматила, щата Орегон, САЩ. Хърмистън е с население от 15 030 души (2005) и обща площ от 16,7 km². Намира се на 196 m надморска височина. ЗИП кодът му е 97838, а телефонният му код е 541.